# John Leslie-Melville (12e comte de Leven)
John David Leslie-Melville, 12e comte de Leven (5 avril 1886 - 11 juin 1913) (connu sous le nom de Lord Balgonie de 1889 à 1906) est un militaire et banquier écossais qui sert comme pair représentant.

## Jeunesse
Leslie-Melville est née le 5 avril 1886. Il est le fils aîné de Ronald Leslie-Melville (11e comte de Leven) et d'Emma Selina Portman (1863–1941). Il est le frère d'Archibald Alexander Leslie-Melville, capitaine. David William Leslie-Melville, lieutenant-colonel, Ian Leslie-Melville et Constance Betty Leslie-Melville. Son père est un très riche propriétaire terrien et réside au palais de Holyrood lorsqu'il est Lord High Commissioner of Scotland.
Ses grands-parents paternels sont John Leslie-Melville (9e comte de Leven) et Sophia Thornton (fille du député abolitionniste Henry Thornton). Son grand-père maternel est Henry Portman.
Il fait ses études au Balliol College d'Oxford, où il a l'habitude de chasser avec les Bicester Hounds.

## Carrière
Lord Leven est lieutenant dans le Lovat Scouts Yeomanry dans l'armée britannique. Il sert comme pair représentant pour l'Écosse de 1910 jusqu'à sa mort en juin 1913. Il est également membre de la société bancaire londonienne Frederick Huth &amp; Co .
À la mort de son père le 21 août 1906, il devient vicomte de Kirkaldie, Lord Raith, Monymaill et Balwearie, comte de Melville, comte de Leven, Lord Melville de Monymaill, Lord Balgonie. Lord Leven doit payer des droits de succession de 1 250 000 $ sur la succession, qui dépassent 6 500 000 $.

## Vie privée
Lord Leven est décédé, célibataire, le 11 juin 1913, "causé par des blessures subies sur le terrain de chasse", qui est ensuite déterminé comme "une mort accidentelle". Ses funérailles ont lieu en Écosse et ses titres passent à son frère cadet, Archibald. Les droits de succession de plus de 600 000 $ sont couverts par l'assurance souscrite lors de sa succession au titre. Un an plus tard, son frère, lieutenant dans les Second Dragoons, Royal Scots Greys, est blessé lors du "combat de cavalerie à Waterloo".